# Canna jaegeriana
Canna jaegeriana är en kannaväxtart som beskrevs av Ignatz Urban. Canna jaegeriana ingår i släktet kannor, och familjen kannaväxter. Inga underarter finns listade i Catalogue of Life.

## Bildgalleri

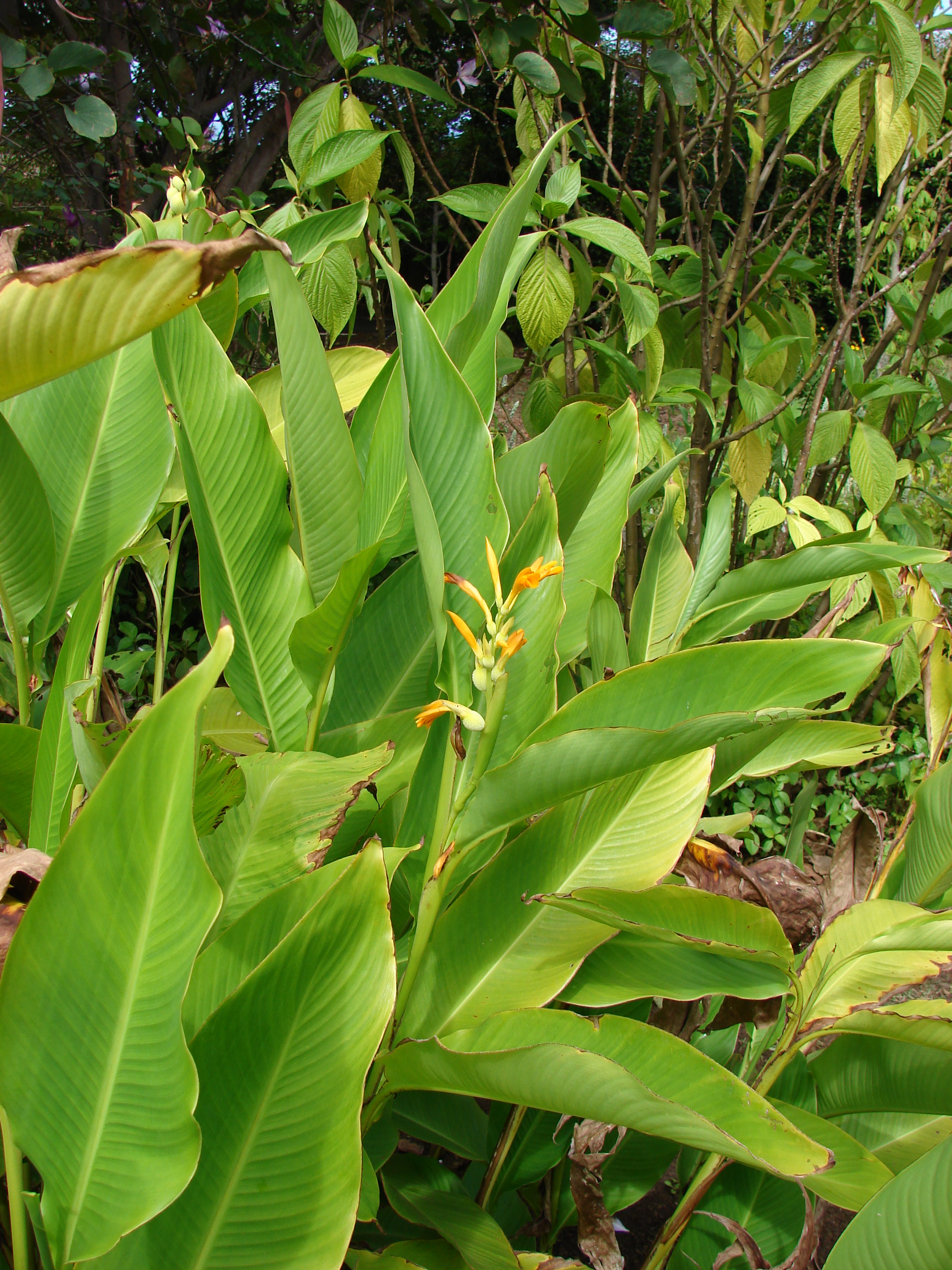
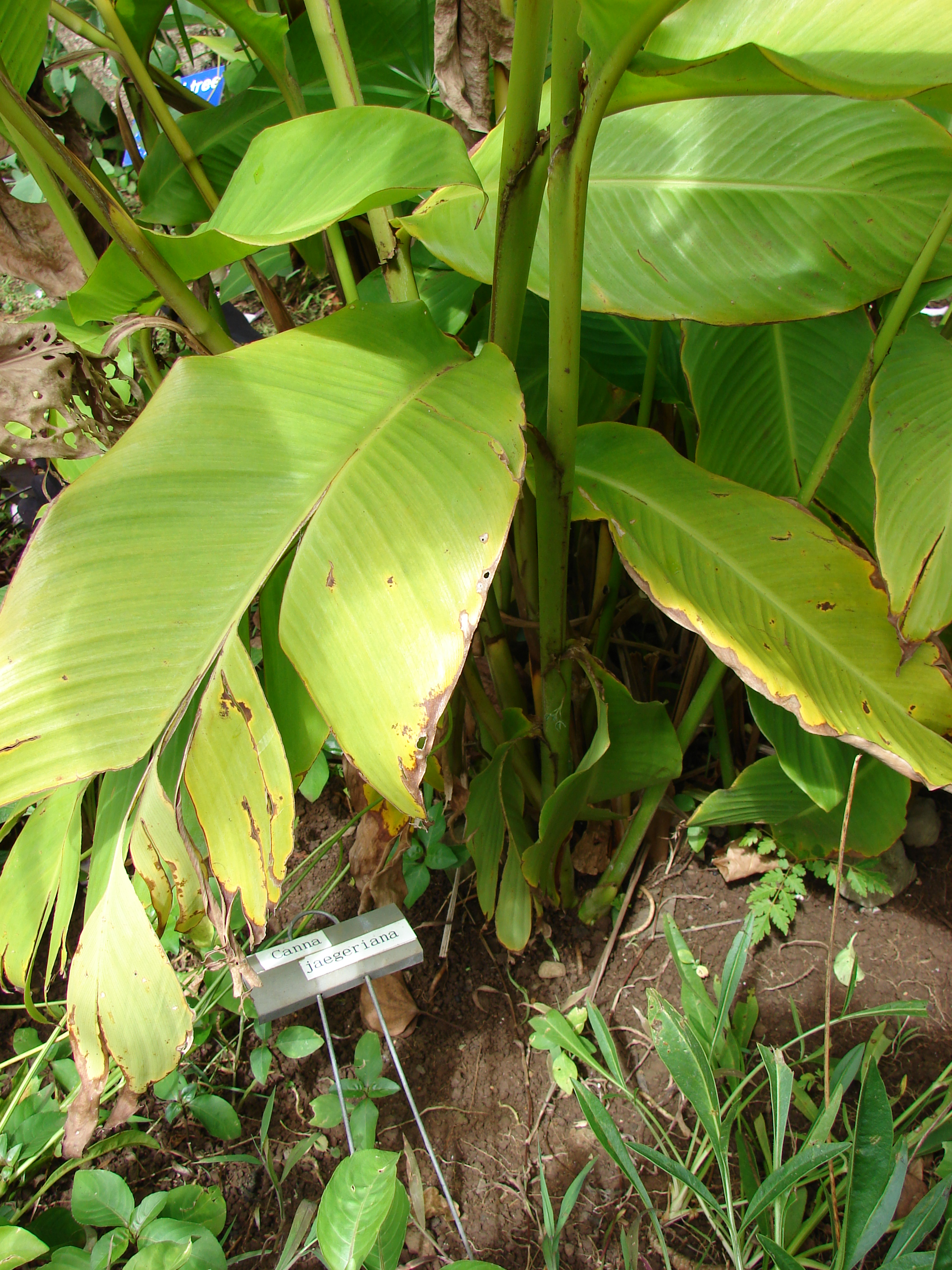
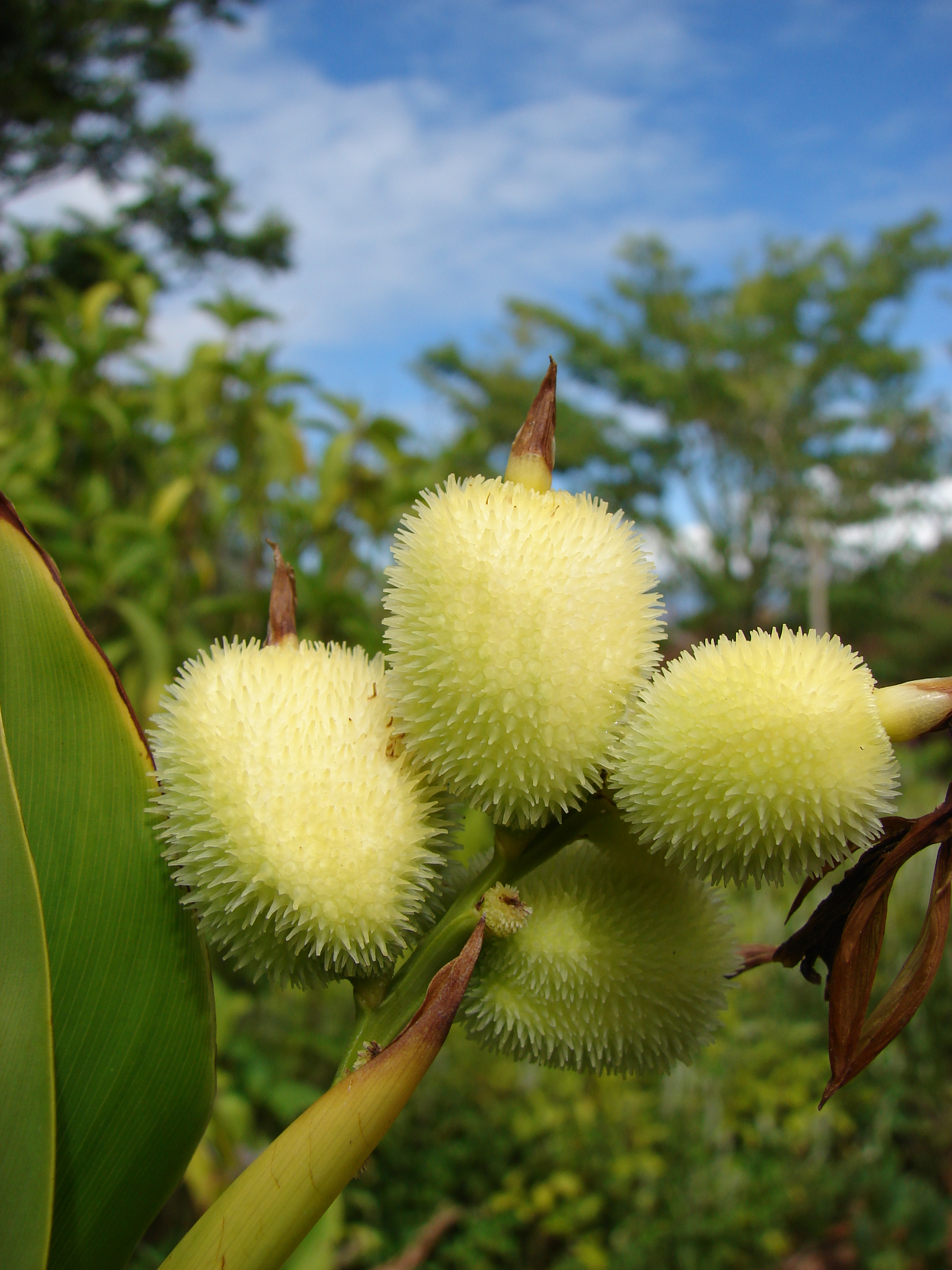
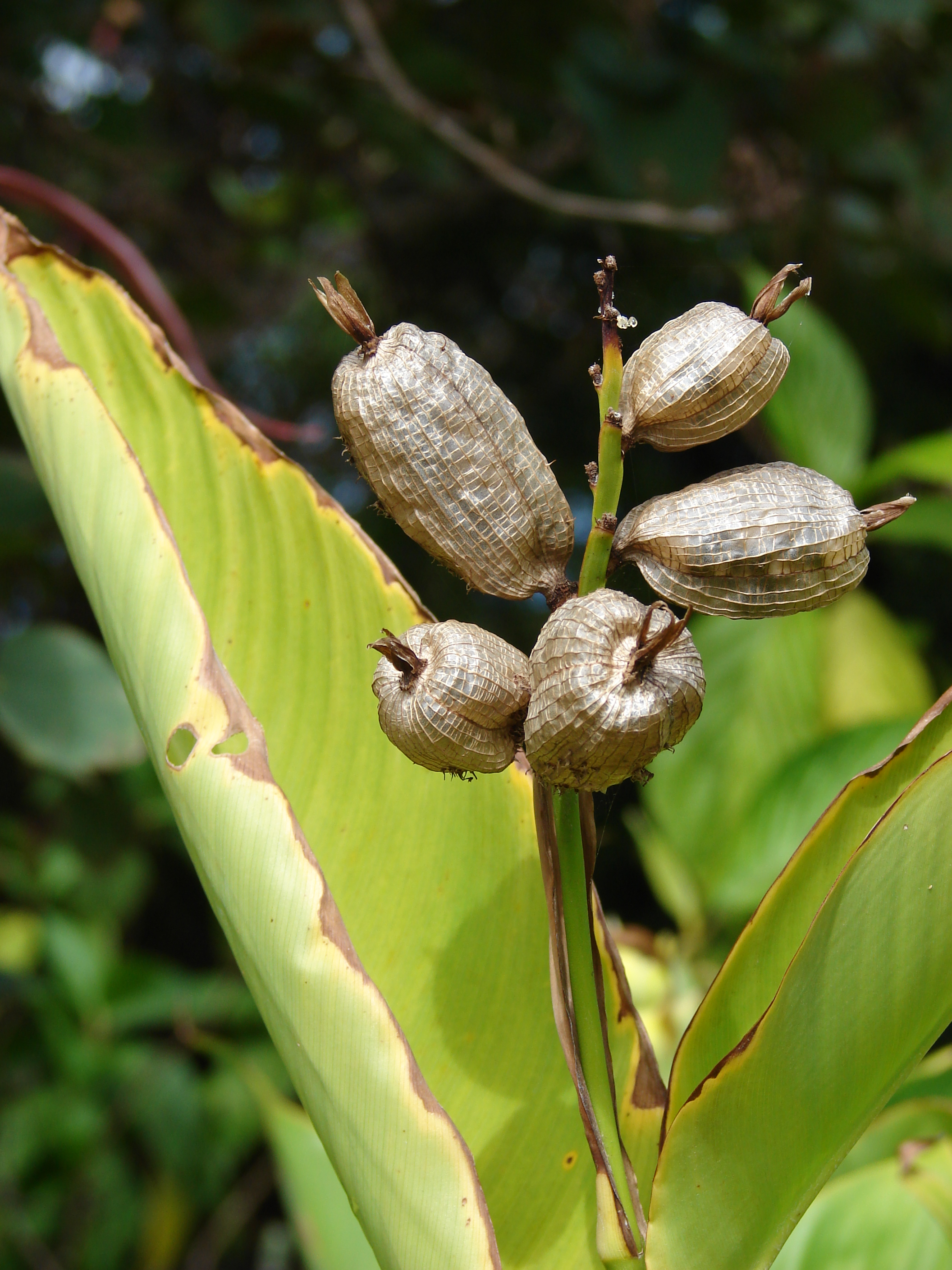